# Justine Chodaton
Justine Chodaton, née Kpakpo en 1935, est une femme politique béninoise.

## Biographie

### Enfance
Justine Chodaton est née en 1935 à Akonana dans la commune d'Athiémé de parents fermiers. À 12 ans, elle quitte son Adja Tado natal pour Abomey. C'est auprès de ses grands parents qu'elle apprend comment faire des affaires. 

### Carrière
Ainsi, vers 1956 et à peine mariée, elle rejoint Cotonou pour s'adonner à sa passion: le commerce de pagne dans le plus grand marché de Cotonou: Dantokpa,. Elle commence très tôt à militer ce qui lui permettra de figurer sur la liste du parti politique béninois la RB de l'ancien président béninois Nicéphore Soglo pour les législatives de la troisième législature au Bénin en 1999 . Elle sera élue et réélue pour la quatrième et la cinquième législature. 

## Décès
Justine Kpakpo, décède en 2015,.